# LPG船

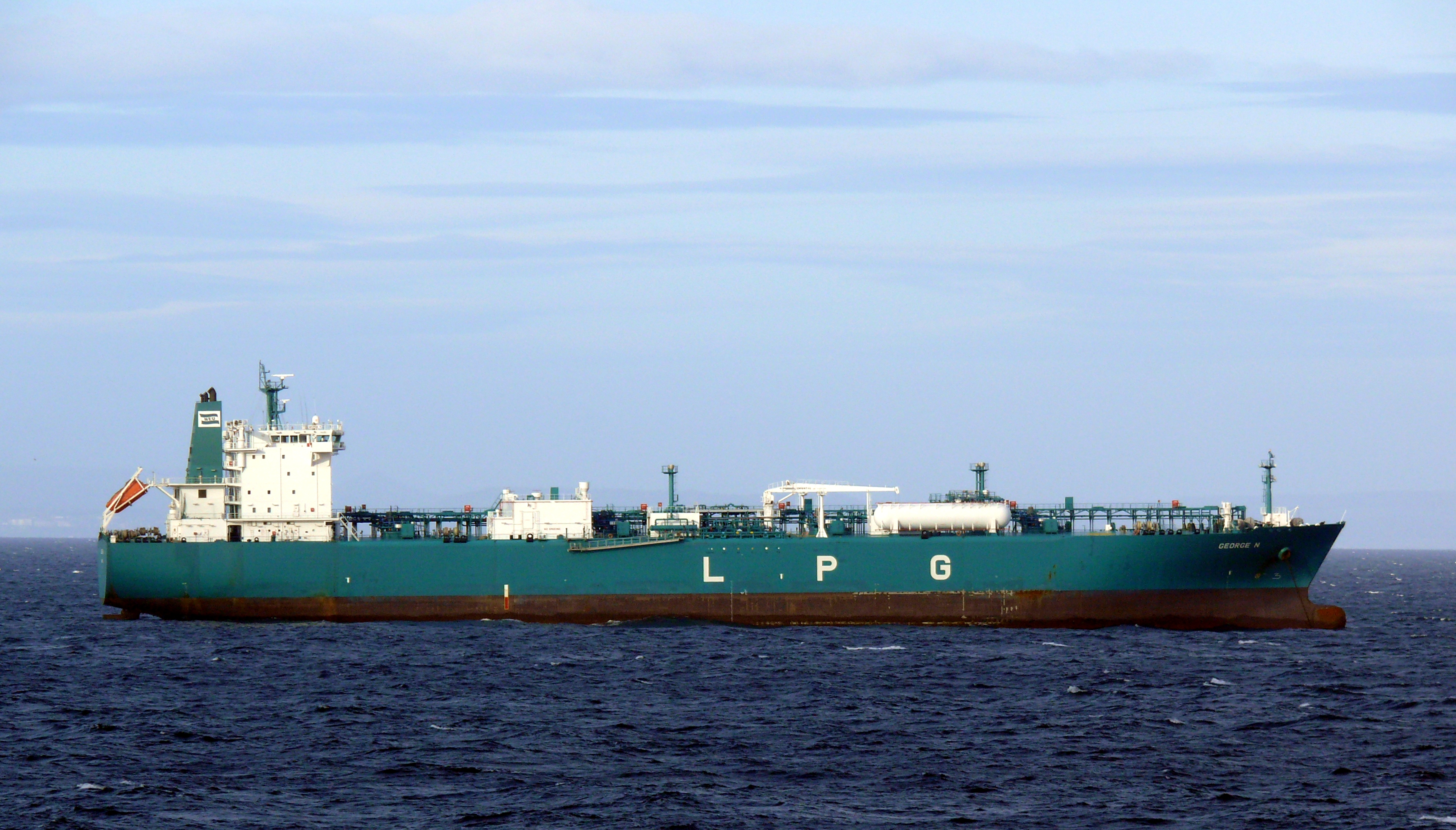
LPG船「George N」

LPG船（LPG carrier）、またはLPGタンカー（LPG tanker）はブタン・プロパンなどを液化した液化石油ガス（LPG）を輸送する貨物船である。

## 種類
液化方法により、主に2つのタイプに分けられる。
加圧式（圧力式）
石油ガスに圧力を加えることにより液化する方式。加圧式で大容量のタンクは難しいため、主に内航用など小型のLPG船に用いられる。
冷却式（低温式）
石油ガスを冷却することにより液化する方式。プロパンでもマイナス42度程度で液化できるため、LNG船よりも技術的には容易である。外航用の大型LPG船は冷却式である。

## 歴史
加圧式のLPG船はアメリカでは1930年代から存在していた。冷却式ではより高度な技術が必要なLNG船の方が先に開発され、1958年に貨物船を改造した「メタン・パイオニア」が完成した。
日本では1960年に建造された加圧式の内航LPG船「第一えるぴい丸」が初で、1962年には世界初の本格的な冷却式外航大型LPG船「ブリヂストン丸」が建造された。
1960年代頃までLPGとナフサ等の兼用船も建造されていた。衝突炎上事故で有名な第拾雄洋丸もLPG/ナフサ兼用船であった（第十雄洋丸事件参照）。